# Edward Armstrong Bennet
Edward Armstrong Bennet MC (21 de octubre de 1888-7 de marzo de 1977) fue un capellán castrense anglo-irlandés condecorado durante la Primera Guerra Mundial, psiquiatra del ejército británico e indio en el rango de brigadier durante la Segunda Guerra Mundial, consultor de hospital y escritor.
Es conocido por su larga colaboración con el psicólogo y psiquiatra suizo Carl Gustav Jung que comenzó a principios de la década de 1930 y a quien invitó a impartir las influyentes conferencias Tavistock en Londres en 1935. Es considerado como uno de los primeros analistas junguianos practicantes en el Reino Unido.

## Biografía

### Educación
Nacido en Poyntzpass, Condado de Down de Irlanda del Norte, Bennet se educó en el Campbell College, el Trinity College, Dublín (dos veces) y el Ridley Hall, Cambridge.

### Carrera
Después de estudiar filosofía y teología en el Trinity College de Dublín, Bennet fue a Ridley Hall donde fue ordenado en la Iglesia de Inglaterra. Durante la Primera Guerra Mundial sirvió como capellán militar y fue galardonado con la Cruz Militar por "valentía eminente". Después de que terminaran las hostilidades, regresó al Trinity College, Dublín, donde se graduó en Medicina en 1925. Ese mismo año se mudó a Londres, donde obtuvo un puesto en el Hospital West End para Enfermedades Nerviosas. También se unió a la Clínica Tavistock, entonces dirigida por Hugh Crichton-Miller, como psiquiatra honorario. A principios de la década de 1930 conoció al psiquiatra suizo Carl Gustav Jung y lo invitó a Londres para impartir las "conferencias Tavistock" en 1935. Fue galardonado con un título de Doctor en Ciencias en 1939.
Durante la Segunda Guerra Mundial, Bennet sirvió como psiquiatra de comando en el Comando de la India y en el 11º Grupo del Ejército. Fue ascendido a brigadier. Después de la guerra, reanudó su estrecha colaboración con Jung, que duró hasta la muerte de este en 1961. También se unió al Hospital Real de Bethlem y al Hospital Maudsley donde permaneció hasta su retiro en 1955. Realizó una práctica privada y participó activamente en comités eclesiásticos y médicos. Bennet fue durante un tiempo miembro de la recién formada Society of Analytical Psychology (Sociedad de Psicología Analítica), pero entró en conflicto con su líder, Michael Fordham. Hubo una breve reconciliación, sin embargo, Bennet renunció permanentemente en 1963.

#### Trabajo de comité
Sirvió en:
- El Subcomité de Hipnotismo de la Asociación Médica Británica (BMA), 1955-6.
- La Comisión del Arzobispo de Canterbury sobre Sanación Espiritual, 1954-5.
- El Comité de drogadicción de la BMA, 1955-6.[1]

### Personal
Bennet estuvo casado con Eveline, coautora de Meetings with Jung.

## Obra
En inglés:
- What Jung Really Said. Schocken Books; 4ª edición revisada (1 de julio de 1995). ISBN 9780805210460
- C.G. Jung. Chiron, 2006. ISBN 9781888602357
- Meetings with Jung: Conversations Recorded During the Years, 1946-1961. Daimon Books, 1992. ISBN 9783856305017
- “Hysteria, a Disorder of Social Integration”, (tesis), Bennet, E. A., 1930.
- The Quality of Leadership (artículo).
- "The Psychopathology of Sexual Perversions". E. A. Bennet, M. C., M. D., D. P. M. Journal of the Royal Society of Medicine. 1 de junio de 1933.

Traducciones:
- Jung og hans tankeverden.
- Τι είπε στ' αλήθεια ο Γιούνγκ.
- A normalização como instrumento de inovação e competitividade na MPE.
- Ce que jung a vraiment dit.

## Edición en castellano
- Bennet, E. A. (1970). Lo que verdaderamente dijo Jung. Traducción del inglés de Ana María Bravo García. Editorial Aguilar. ISBN 978-84-03-73005-2.